# Пруттінг
Пруттінг (нім. Prutting) — громада в Німеччині, розташована в землі Баварія. Підпорядковується адміністративному округу Верхня Баварія. Входить до складу району Розенгайм.
Площа — 16,22 км2. Населення становить 2895 ос. (станом на 31 грудня 2020).